# Kiara Lylyk
Kiara Lylyk (Guelph, 9 juni 2004) is een Canadees wielrenster.

## Carrière
Als tweedejaars juniore, in 2022, werd Lylyk tweede in het nationale kampioenschap op de weg, achter Anabelle Thomas. Later dat jaar nam ze ook deel aan de door Zoe Bäckstedt gewonnen wegwedstrijd op het wereldkampioenschap, waar ze op plek 57 eindigde.
In 2024 maakte Lylyk de overstap naar het Amerikaanse Boneshaker Project. Namens die ploeg reed ze in maart enkele wedstrijden in El Salvador: in zowel de Grand Prix Surf City als de GRand Prix El Salvador finishte ze als vierde, in de proloog van de Ronde van El Salvador werd ze derde. Later dat jaar nam ze namens een Canadese nationale selectie deel aan de tweede editie van de Ronde van de Toekomst. Voor het seizoen 2025 tekende ze een contract bij de Franse ploeg Winspace Orange Seal. Haar debuut voor de ploeg maakte ze op Mallorca, waar ze deelnam aan twee manches van de Challenge Mallorca. Begin juli van dat jaar nam ze deel aan de Ronde van Portugal, waar ze zevende werd in het eindklassement en het jongerenklassement op haar naam schreef. Later die maand stond ze aan de start van de Ronde van Frankrijk.

## Overwinningen
2025
Jongerenklassement Ronde van Portugal

## Resultaten in voornaamste wedstrijden
| Jaar | Ronde van Italië | Ronde van Frankrijk | Ronde van Spanje |
| ---- | ---------------- | ------------------- | ---------------- |
| 2025 |                  | 116e                |                  |

| Jaar | Amstel Gold Race |
| ---- | ---------------- |
| 2025 | 89e              |

## Ploegen
- 2024 –  Boneshaker Project presented by ORANGE SEAL
- 2025 –  Winspace Orange Seal